# گریدون کارتر
ادوارد گریدون کارتر (انگلیسی: Edward Graydon Carter؛ زادهٔ ۱۴ ژوئیهٔ ۱۹۴۹) ویراستار و روزنامه‌نگار اهل ایالات متحده آمریکا و از ۱۹۹۲ میلادی سردبیر مجلهٔ ونتی فر است. او همچنین به همراه کورت اندرسن و تام فیلیپس، ماهنامهٔ طنز اسپای را در ۱۹۸۶ میلادی راه‌اندازی کرده‌است.
او در ابتدا در دانشگاه اتاوا و به دنبال آن در دانشگاه کارلتون شروع به تحصیل کرد اما هیچگاه از این دو مؤسسه فارغ‌التحصیل نشد.
در ۱۹۷۸ میلادی او به ایالات متحده مهاجرت کرد و در تایم به عنوان نویسنده و کارآموز مشغول به کار شد و در همین ایام با کورت اندرسن آشنا شد.
کارتر در ۹/۱۱، فیلم تحسین شده به کارگردانی ژوله و گدئون نائودت دربارهٔ حملات ۱۱ سپتامبر، که توسط شبکهٔ سی‌بی‌اس پخش شد، به‌عنوان تهیه کننده اجرایی مشارکت کرد.
در ۲۰۱۲ میلادی کارتر به ایفای نقش کوچکی در آربیتراژ پرداخت.
او از خود به عنوان طرفدار فلسفه سیاسی لیبرترینیسم یاد می‌کند.